# Sarman
Sarman (tiếng Ả Rập: الصرمان) là một ngôi làng Syria nằm ở Maarrat al-Nu'man Nahiyah ở huyện Maarrat al-Nu'man, Idlib. Theo Cục Thống kê Trung ương Syria (CBS), Sarman có dân số 1296 trong cuộc điều tra dân số năm 2004.